# Сан-Бенту-ду-Мату
Сан-Бенту-ду-Мату (порт.  São Bento do Mato) - фрегезия (район) в муниципалитете Эвора  округа Эвора в Португалии. Территория – 66,55 км². Население – 1343 жителей. Плотность населения – 20,2 чел/км².